# Anson Carter
Anson Horace Carter (Scarborough, 6 giugno 1974) è un ex hockeista su ghiaccio canadese.

## Carriera
D'origine barbadiana, è stato soprannominato Dancin' Anson, Chocolate Rocket. Ha giocato a lungo in NHL, dove ha vestito la maglia di Washington Capitals, Boston Bruins, Edmonton Oilers, New York Rangers, Los Angeles Kings, Vancouver Canucks, Columbus Blue Jackets e Carolina Hurricanes. Dopo più di 10 stagioni in NHL, nella stagione 2007-2008 ha giocato nel campionato svizzero, vestendo la maglia del Hockey Club Lugano e collezionando 15 presenze, condite da 3 reti e 5 assist.

## Statistiche
| 1996-1997  | Washington Capitals   | NHL        | 19  | 3   | 2   | 5   | 7   | -  | - | - | -  | - |
| 1996-1997  | Boston Bruins         | NHL        | 19  | 8   | 5   | 13  | 2   | -  | - | - | -  | - |
| 1997-1998  | Boston Bruins         | NHL        | 78  | 16  | 27  | 43  | 31  | 6  | 1 | 1 | 2  | 0 |
| 1998-1999  | Boston Bruins         | NHL        | 55  | 24  | 16  | 40  | 22  | 12 | 4 | 3 | 7  | 0 |
| 1999-2000  | Boston Bruins         | NHL        | 59  | 22  | 25  | 47  | 14  | -  | - | - | -  | - |
| 2000-01    | Edmonton Oilers       | NHL        | 61  | 16  | 26  | 42  | 23  | 6  | 3 | 1 | 4  | 4 |
| 2001-02    | Edmonton Oilers       | NHL        | 82  | 28  | 32  | 60  | 25  | -  | - | - | -  | - |
| 2002-03    | Edmonton Oilers       | NHL        | 68  | 25  | 30  | 55  | 20  | -  | - | - | -  | - |
| 2002-03    | New York Rangers      | NHL        | 11  | 1   | 4   | 5   | 6   | -  | - | - | -  | - |
| 2003-04    | New York Rangers      | NHL        | 43  | 10  | 7   | 17  | 14  | -  | - | - | -  | - |
| 2003-04    | Washington Capitals   | NHL        | 19  | 5   | 5   | 10  | 6   | -  | - | - | -  | - |
| 2003-04    | Los Angeles Kings     | NHL        | 15  | 0   | 1   | 1   | 0   | -  | - | - | -  | - |
| 2005-06    | Vancouver Canucks     | NHL        | 81  | 33  | 22  | 55  | 41  | -  | - | - | -  | - |
| 2006-07    | Columbus Blue Jackets | NHL        | 54  | 10  | 17  | 27  | 16  | -  | - | - | -  | - |
| 2006-07    | Carolina Hurricanes   | NHL        | 10  | 1   | 0   | 1   | 2   | -  | - | - | -  | - |
| 2007-08    | Hockey Club Lugano    | NLA        | 15  | 3   | 5   | 8   | 22  | -  | - | - | -  | - |
| NHL Totals | NHL Totals            | NHL Totals | 676 | 204 | 221 | 425 | 229 | 24 | 8 | 5 | 13 | 4 |

## Palmarès

### Nazionale
- Campionato mondiale di hockey su ghiaccio: 2

Finlandia 1997, Finlandia 2003
- Campionato mondiale di hockey su ghiaccio Under-20: 1

Repubblica Ceca 1994